# Csergics Simon
Csergics Simon (Tsergits Simon) (Nádalja, 1765. október 26. – Tömörd, 1806. december 6.) katolikus pap, költő.

## Élete
Körmend mellett született, a mai Horvátnádalján, vasi horvát családban.
Előbb 1793-tól dolinci, azután 1799-ben felsőlendvai, végül 1805-ben tömördi plébános lett.

## Munkái
- Nagymélt. felső-szopori Szily János halálát kesergő versek. Szombathely, 1799.
- Gyászoló versek, melyekkel gróf Eszterházi Pál László pécsi püspöknek mohácson 7. nov. történt halálát siratja 1799. eszt. (Bécs), 1800. (Toldalék a M. Hirmondó 1800. ápr. 25. számához.)

Battyányi József cardinalis émlékére irt verse, Stitzai János, Memoria című latin versével együtt.
Néhány verse jelent meg a 18. század végén a folyóiratokban és zsebkönyvekben, így például a Helikoni Virágokban (1791-ben a Benczéhez címűt Kazinczy Ferenc adta ki.)